# Adela Wilgocka

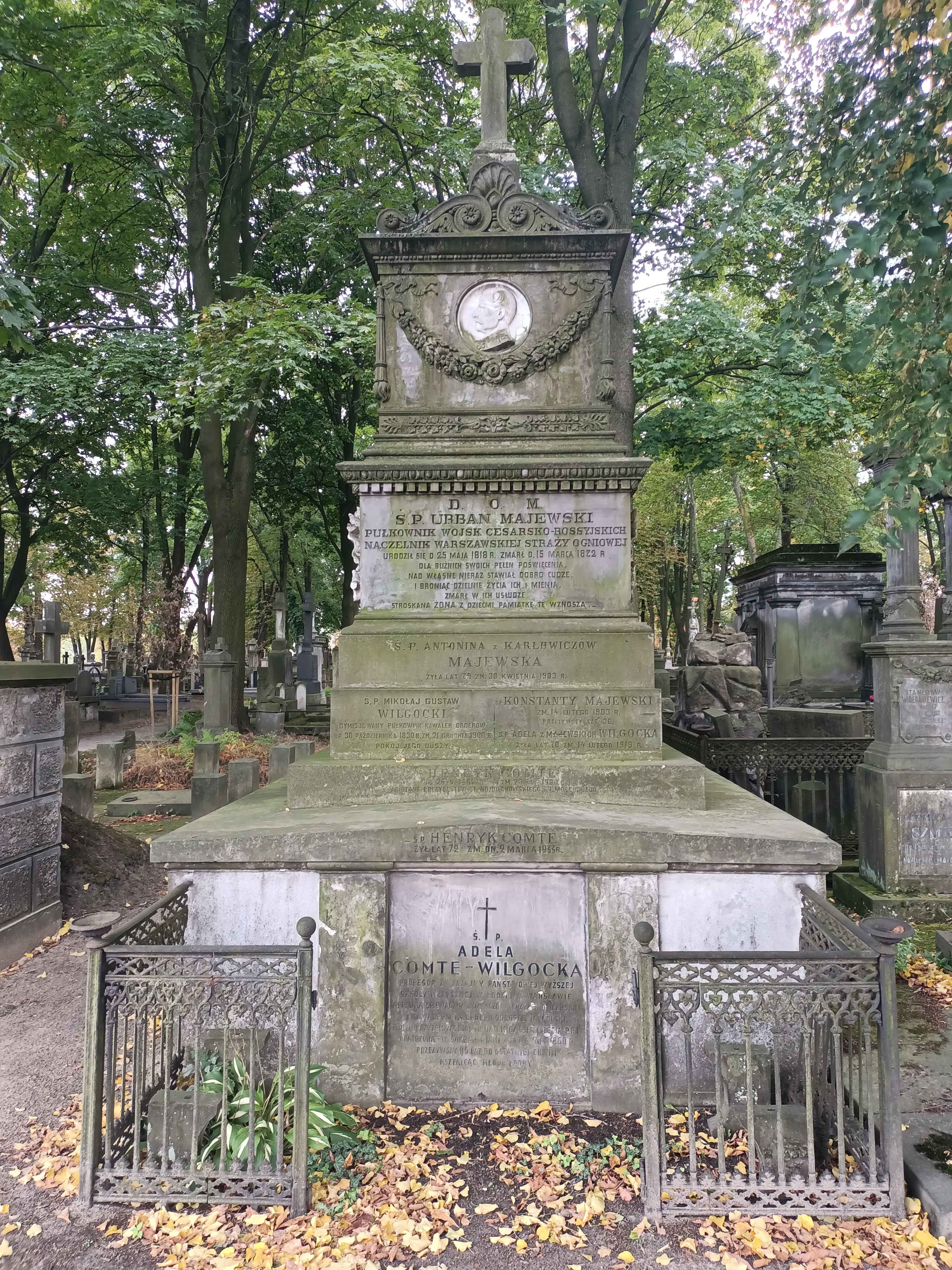
Grab von Comte-Wilgocka.

Adela Comte-Wilgocka (* 18. November 1875 in Warschau; † 5. April 1960 ebenda) war eine polnische Sängerin (Sopran) und Gesangslehrerin.
Wilgocka studierte Gesang in Warschau und setzte ihre Ausbildung in Paris bei Giovanni Sbriglia und Jean de Reszke fort. 1897 debütierte sie in Warschau als Zuzia in Stanisław Moniuszkos Oper Verbum nobile. 1898 trat sie am Teatr Wielki vermutlich als Zofia in der Oper Halka auf. Danach gab sie ihre Opernlaufbahn auf und war als Konzertsängerin aktiv. Neben Opernarien, Kantaten und Oratorien sang sie u. a. die Sopranpartien in Beethovens Neunter Sinfonie und Gioachino Rossinis Stabat Mater. Nach 1933 widmete sie sich ganz ihrer Tätigkeit als Gesangspädagogin.

## Quelle
- Encyklopedia Teatru Polskiego – Adela Wilgocka (Comte)

| Personendaten    | Personendaten                           |
| ---------------- | --------------------------------------- |
| NAME             | Wilgocka, Adela                         |
| ALTERNATIVNAMEN  | Comte-Wilgocka, Adela                   |
| KURZBESCHREIBUNG | polnische Sängerin und Gesangspädagogin |
| GEBURTSDATUM     | 18. November 1875                       |
| GEBURTSORT       | Warschau                                |
| STERBEDATUM      | 5. April 1960                           |
| STERBEORT        | Warschau                                |